# 24303 Michaelrice
A 24303 Michaelrice (ideiglenes jelöléssel 1999 YY) a Naprendszer kisbolygóövében található aszteroida. Charles W. Juels fedezte fel 1999. december 16-án.